# Hypsoblennius digueti
Hypsoblennius digueti är en fiskart som beskrevs av Chabanaud, 1943. Hypsoblennius digueti ingår i släktet Hypsoblennius och familjen Blenniidae. Inga underarter finns listade i Catalogue of Life.